# Cyphostemma bororense
Cyphostemma bororense är en vinväxtart som först beskrevs av Johann Friedrich Klotzsch, och fick sitt nu gällande namn av Descoings. Cyphostemma bororense ingår i släktet Cyphostemma och familjen vinväxter. Inga underarter finns listade i Catalogue of Life.